# Bora Bora (isla)
La isla de Bora Bora, es la isla principal del atolón de Bora Bora, que a su vez forma parte de las Islas de Sotavento, de las Islas de la Sociedad, en la Polinesia Francesa.
Está rodeada de treinta islotes, con los que junto con el atolón de Tupai, forma la comuna de Bora-Bora.

## Composición
Los treinta y un islotes que rodean la isla de Bora Bora son (desde el sudeste, en sentido inverso a las agujas del reloj):
| Islotes      | Comuna asociada |
| ------------ | --------------- |
| Toopua Iti   | Nunue           |
| Toopua       | Nunue           |
| Tapu         | Nunue           |
| Ahuna        | Nunue           |
| Tevairoa     | Nunue Faanui    |
| Haupiti Iti  | Faanui          |
| Haupiti Rati | Faanui          |
| Krisu        | Faanui          |
| Moute Iti    | Faanui          |
| Moute        | Faanui          |
| Vananui      | Faanui          |
| Paahi        | Faanui          |
| Tane Iti     | Faanui          |
| Tane         | Faanui          |
| Pitoravetahi | Faanui          |
| Havae        | Faanui          |
| Mute         | Faanui          |
| Toopaororo   | Faanui          |
| Ome          | Faanui          |
| Temahu       | Faanui          |
| Teurafai     | Anau            |
| Temanamu     | Anau            |
| Tehotu       | Anau            |
| Tofari       | Anau            |
| Taufarii     | Anau            |
| Tupaia       | Anau            |
| Tupe         | Anau            |
| Tape         | Anau            |
| Pitiaau      | Anau            |
| Pitiuu Tai   | Nunue           |
| Pitiuu Uta   | Nunue           |

En Mute está el Aeropuerto de Bora Bora.
Pitiuu Uta también es denominado Motu Sofitel, ya que el islote es propiedad de dicha cadena hotelera.